# Kushikatsu
Kushikatsu (串カツ) er japansk pindemad fra Kantō-regionen (Tokyo og omegn). Der findes talrige varianter, f.eks. med kød eller fisk, der spiddes på bambuspinde, paneres og derefter frituresteges. Paneringen sker normalt med panko, den japanske form for rasp.